# هنريكي ألمييدا
هنريكي ألمييدا (بالبرتغالية: Henrique Almeida) (27 مايو 1991 ببرازيليا في البرازيل - ) هو لاعب كرة قدم برازيلي في مركز الهجوم. شارك مع منتخب البرازيل تحت 19 سنة لكرة القدم ‏ ومنتخب البرازيل تحت 20 سنة لكرة القدم. أما مع النوادي، فقد لعب مع بوتافوغو ريغاتاس وغريميو بورتو أليغرينزي ونادي باهيا ونادي ساو باولو ونادي سبورت ريسيفه ونادي غرناطة ونادي فيتوريا ونادي كوريتيبا.

## روابط خارجية
- هنريكي ألمييدا على موقع قاعدة بيانات كرة القدم.إي يو (الإنجليزية)
- هنريكي ألمييدا على موقع Soccerway.com (الإنجليزية)